# Geotrupes puncticollis
Geotrupes puncticollis é uma espécie de insetos coleópteros polífagos pertencente à família Geotrupidae.
A autoridade científica da espécie é Malinowsky, tendo sido descrita no ano de 1811.
Trata-se de uma espécie presente no território português.